# SC Borea Dresden
SC Borea Dresden is een Duitse voetbalclub uit Dresden, Saksen.

## Geschiedenis

### Voorgangers
De club werd in 1991 opgericht als FV Dresden-Nord na een fusie van twee clubs uit het noorden van de stad.
BSG Motor TuR Übigau

In de eerste jaren na de Tweede Wereldoorlog werd in het Dresdner stadsdeel Übigau de club SG Übigau opgericht die in 1950 de naam BSG Motor TuR Übigau aannam. De club speelde van 1959 tot 1962, van 1965 tot 1980 en vanaf 1985 in de Bezirksliga Dresden, die tussen 1963 en 1990 de derde hoogste klasse van de toenmalige DDR was. In 1990 nam de club de naam SV TuR Dresden Übigau aan.
SG Dynamo Dresden-Heide

Eveneens kort na de oorlog werd SG Albertstadt opgericht dat later de naam SG Dynamo Dresden-Heide aannam. De club gold als leverancier voor het grote Dynamo Dresden en jonge spelers ontwikkelden zich bij Dresden-Heide om later bij Dynamo carrière te maken.
Op 15 augustus 1991 fusioneerden beide clubs en zo ontstond SV Siemens-Elektronik-Meßtechnik Dresden. Door de goede jeugdwerking van Dynamo Heide kon de club de plaats van Übigau overnemen en in de Bezirksliga blijven spelen, dat inmiddels wel de vijfde klasse was geworden. Op 1 juli 1992 nam de club de naam FV Dresden-Nord aan.

### FV Dresden-Nord
In 1993 werd de club kampioen en promoveerde zo naar de Sachsenliga, wat toen de vierde klasse was, en werd daar knap vijfde. Na dit seizoen werd de Regionalliga ingevoegd tussen de 2. Bundesliga en de Oberliga en zo werd de Sachsenliga de vijfde klasse. In 1996 werd de club opnieuw kampioen en hierdoor promoveerde de club naar de Oberliga NOFV-Süd waar de club zich zou vestigen als een vaste waarde. Na een aantal seizoenen in de betere middenmoot te spelen eindigde de club de laatste seizoenen in de lagere middenmoot, maar kwam nog niet in direct degradatiegevaar. Het seizoen 2007/2008 begon zeer goed en de club kon de lijn doortrekken en staat halverwege de competitie bovenaan de rangschikking.

### Naamsdiscussie
Op 1 juli 2007 werd de naam veranderd in SC Boreas Dresden. De naamsverandering was in eerste instantie een compromis besloten op een vergadering met de leden om potentiële sponsors aan te trekken om zo aan de toekomst van de club te werken. De oude naam FV Dresden-Nord zou eerder afschrikken omdat het naar één stadsdeel verwijst. De verandering FV in SC betekent ook dat de club niet enkel in voetbal actief is. Met de naam Boreas probeert met een krachtige en spannende naam aan de club te geven. Boreas is ook de naam van een Griekse god.
De DFB verzet zich echter tegen deze naam omdat het om reclame zou gaan voor de BOREAS-groep, een onderneming uit Dresden. De naamswijziging moet ongedaan gemaakt worden maar de club is het daar helemaal niet mee eens. Op 6 december 2007 werd de naam dan veranderd in SC Borea Dresden. Door financiële problemen moest de club zich in september 2011 terugtrekken uit het lopende seizoen van de Oberliga. In 2012/13 treedt de club in de Sachsenliga aan maar degradeerde aan het einde van het seizoen. 

## Recente eindstanden
| - 1990-91 (V) Bezirksliga Dresden 14de - 1991-92 (V) Bezirksliga Dresden 3de - 1992-93 (V) Bezirksliga Dresden 1ste - 1993-94 (IV) Landesliga Saksen 5de - 1994-95 (V) Landesliga Saksen 10de - 1995-96 (V) Landesliga Saksen 1ste - 1996-97 (IV) Oberliga Nordost-Süd 5de - 1997-98 (IV) Oberliga Nordost-Süd 5de - 1998-99 (IV) Oberliga Nordost-Süd 8ste | - 1999-00 (IV) Oberliga Nordost-Süd 6de - 2000-01 (IV) Oberliga Nordost-Süd 11de - 2001-02 (IV) Oberliga Nordost-Süd 8ste - 2002-03 (IV) Oberliga Nordost-Süd 7de - 2003-04 (IV) Oberliga Nordost-Süd 5de - 2004-05 (IV) Oberliga Nordost-Süd 13de - 2005-06 (IV) Oberliga Nordost-Süd 10de - 2006-07 (IV) Oberliga Nordost-Süd 11de - 2007-08 (IV) Oberliga Nordost-Süd |